# لينا سانتياغو
لينا سانتياغو (بالإنجليزية: Lina Santiago)‏ هي مغنية أمريكية، ولدت في 5 سبتمبر 1978.

## وصلات خارجية
- لينا سانتياغو على موقع ميوزك برينز (الإنجليزية)
- لينا سانتياغو على موقع ديسكوغز (الإنجليزية)